# Gomphidia caesarea
Gomphidia caesarea – gatunek ważki z rodziny gadziogłówkowatych (Gomphidae). Występuje na Borneo.